# نایورو، هوکایدو
نایورو در استان هوکایدو در کشور ژاپن  واقع شده‌است  که دارای جمعیت ۳۱٬۳۰۰ نفر و مساحت ۵۳۵٫۲۳ کیلومتر مربع با تراکم جمعیت ۵۸٫۵  نفر در کیلومترمربع است و در تاریخ ۲۷ مارس ۲۰۰۶ به عنوان شهر شناخته شد.